# داگلاس (آریزونا)
داگلاس (به انگلیسی: Douglas) شهری در کوچیز ایالت آریزونا است که در سرشماری سال ۲۰۱۰ میلادی، ۱۷٬۳۷۸ نفر جمعیت داشته است. داگلاس، به‌طور رسمی در تاریخ ۱۹۰۵ میلادی به‌عنوان یک شهر شناخته شد.